# Leptosphaeria calvescens
Leptosphaeria calvescens är en svampart som först beskrevs av Elias Fries, och fick sitt nu gällande namn av Crivelli 1983. Enligt Catalogue of Life ingår Leptosphaeria calvescens i släktet Leptosphaeria,  och familjen Leptosphaeriaceae, men enligt Dyntaxa är tillhörigheten istället släktet Leptosphaeria,  och familjen Phaeosphaeriaceae. Arten är reproducerande i Sverige. Inga underarter finns listade i Catalogue of Life.